# Svizzera all'Eurovision Song Contest 1990
La Selezione Svizzera per l'Eurofestival 1990 si svolse a Lugano il 24 febbraio 1990 e presentata da Emanuela Gaggini.

## Canzoni in ordine di classifica
| Posizione | Canzone                         | Artista        |
| 1.        | Musik klingt in die welt hinaus | Egon Egemann   |
| 2.        | Dites a vos enfants             | Sylvie & Joel  |
| 3.        | Una donna che cresce            | Nadia Goj      |
| 4.        | Canta con noi                   | Nando Morandi  |
| 5.        | Träume müssen stark sein        | Simone & Simon |
| 6.        | Ailleurs c'est pareil           | Gemo           |
| 7.        | J'irai oú tu voudras            | Adela          |
| 8.        | Lo so                           | Sandra Simò    |